# Ixchela abernathyi
Espèce
Synonymes
- Coryssocnemis abernathyi Gertsch, 1971

Ixchela abernathyi est une espèce d'araignées aranéomorphes de la famille des Pholcidae.

## Distribution
Cette espèce est endémique du Mexique. Elle se rencontre dans les États du Tamaulipas, du Nuevo León, du Coahuila et de San Luis Potosí.

## Description
Le mâle étudié par Valdez-Mondragón en 2013 mesure 9,40 mm et la femelle 9,20 mm.

## Étymologie
Son nom d'espèce lui a été donné en référence au lieu de sa découverte, la grotte Sotano de Abernathy.

## Publication originale
- Gertsch, 1971 : A report on some Mexican cave spiders. Association for Mexican Cave Studies Bulletin, vol. 4, p. 47-111.